# Чайник Рассела

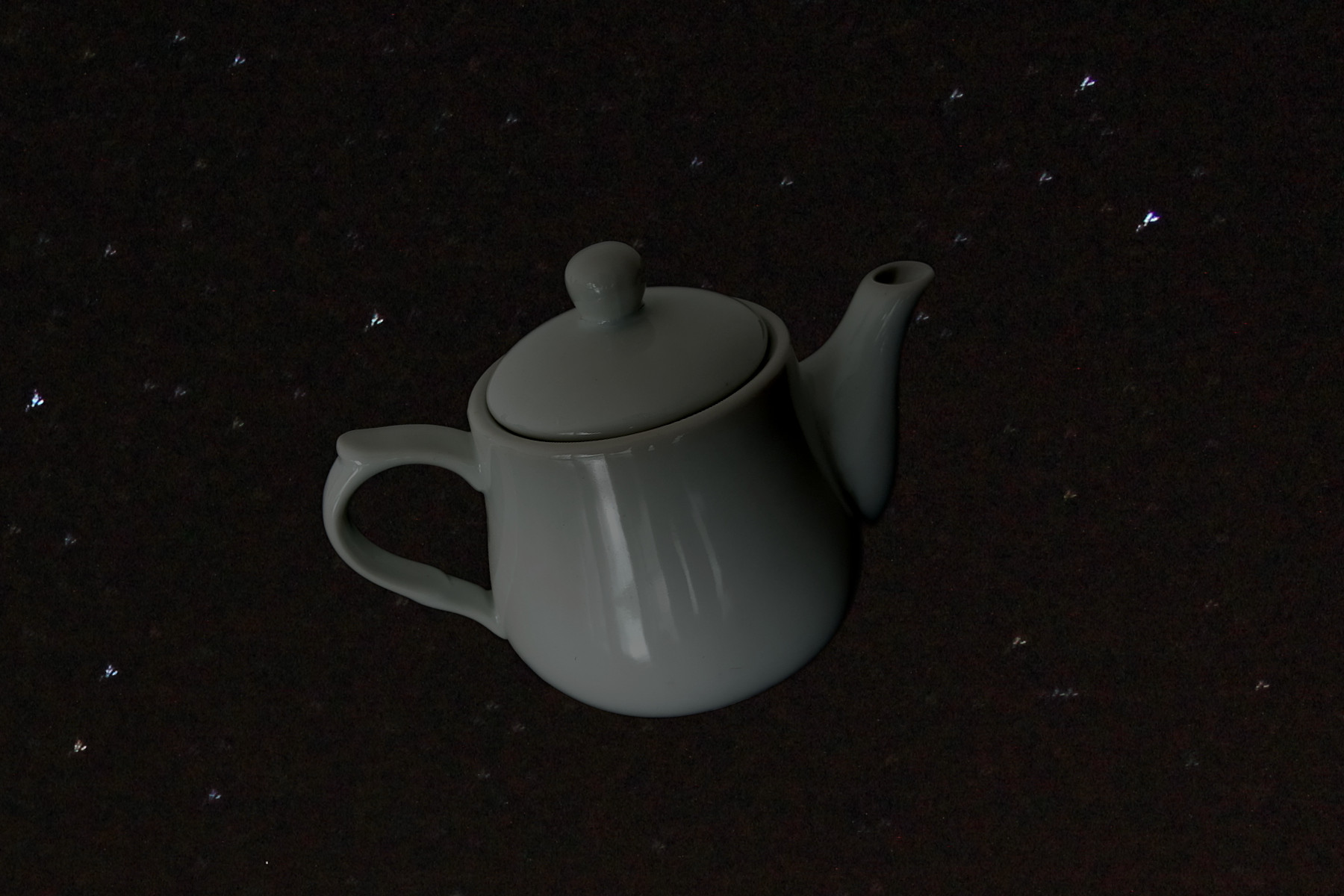
По мнению Бертрана Рассела, никто не сможет опровергнуть утверждение, что между Землёй и Марсом вокруг Солнца по эллиптической орбите вращается фарфоровый чайник

«Ча́йник Ра́ссела» (англ. Russell's teapot) — аналогия, впервые приведённая английским математиком и философом Бертраном Расселом (1872—1970) для объяснения принципа, согласно которому бремя доказательства (например, истинности религиозных утверждений) лежит на утверждающем.
Питер Эткинс объясняет идею чайника Рассела тем, что учёный не обязан доказывать отрицание какого-либо утверждения, поскольку, в соответствии с принципом бритвы Оккама, из двух теорий, объясняющих одно и то же, более сложная теория (в которой, наряду с прочим, присутствуют высшие существа) должна быть отвергнута и должна быть принята более простая теория, даже если она не может опровергнуть утверждения более сложной теории.

## Формулировка
В 1952 году в статье под названием «Существует ли Бог?» (Is There a God?), отправленной в редакцию, но так и не опубликованной в журнале Illustrated, Рассел писал:

Многие верующие ведут себя так, словно не догматикам надлежит доказывать общепринятые постулаты, а наоборот — скептики обязаны их опровергать. Это, безусловно, не так. Если бы я стал утверждать, что между Землёй и Марсом вокруг Солнца по эллиптической орбите вращается фарфоровый чайник, никто не смог бы опровергнуть моё утверждение, добавь я предусмотрительно, что чайник слишком мал, чтобы обнаружить его даже при помощи самых мощных телескопов. Но заяви я далее, что, поскольку моё утверждение невозможно опровергнуть, разумный человек не имеет права сомневаться в его истинности, то мне справедливо указали бы, что я несу чушь. Однако если бы существование такого чайника утверждалось в древних книгах, о его подлинности твердили каждое воскресенье и мысль эту вдалбливали с детства в головы школьников, то неверие в его существование казалось бы странным, а сомневающийся — достойным внимания психиатра в просвещённую эпоху, а ранее — внимания инквизитора.
Оригинальный текст (англ.)Many orthodox people speak as though it were the business of skeptics to disprove received dogmas rather than of dogmatists to prove them. This is, of course, a mistake. If I were to suggest that between the Earth and Mars there is a china teapot revolving about the sun in an elliptical orbit, nobody would be able to disprove my assertion provided I were careful to add that the teapot is too small to be revealed even by our most powerful telescopes. But if I were to go on to say that, since my assertion cannot be disproved, it is intolerable presumption on the part of human reason to doubt it, I should rightly be thought to be talking nonsense. If, however, the existence of such a teapot were affirmed in ancient books, taught as the sacred truth every Sunday, and instilled into the minds of children at school, hesitation to believe in its existence would become a mark of eccentricity and entitle the doubter to the attentions of the psychiatrist in an enlightened age or of the Inquisitor in an earlier time.

В 1958 году Рассел развил аналогию:

Я должен называть себя агностиком; но, с практической точки зрения, я атеист. Я не считаю существование христианского Бога более вероятным, чем существование богов Олимпа или Валгаллы. Возьмем другой пример: никто не может доказать, что между Землёй и Марсом нет фарфорового чайника, вращающегося по эллиптической орбите, но никто не считает, что это достаточно вероятно, чтобы быть учтённым на практике. Я думаю, что христианский Бог столь же маловероятен.
Оригинальный текст (англ.)I ought to call myself an agnostic; but, for all practical purposes, I am an atheist. I do not think the existence of the Christian God any more probable than the existence of the Gods of Olympus or Valhalla. To take another illustration: nobody can prove that there is not between the Earth and Mars a china teapot revolving in an elliptical orbit, but nobody thinks this sufficiently likely to be taken into account in practice. I think the Christian God just as unlikely.

## Мнения
Как чайник Рассела описываются гипотетически присутствующие на Земле инопланетяне, которые, согласно популярным представлениям, посещают или посещали Землю, взаимодействуют с людьми, но смогли не оставить никаких прямых или косвенных следов своего присутствия. Возможно, они обладают недоступными людям технологиями, работающими на иных принципах, и земными средствами их обнаружить нельзя.
Философ Брайан Гарви из Ланкастерского университета утверждает, что аналогия с чайником неудачна для религии, так как и верующий, и отрицающий веру просто не согласятся с тезисом о наличии одного предмета во Вселенной. Гарви указывает, что заявление теиста о существовании вещи не является важным, как и мнение атеиста — каждый отстаивает субъективное объяснение причинно-следственных связей космоса:

Атеист не просто отрицает то, что утверждает теист. Атеист, вдобавок к этому, убеждён в том, что Вселенная такая, какая она есть, не из-за Бога. Она такая или из-за чего-то другого, или причины, почему она такая, нет вообще.
Оригинальный текст (англ.)the atheist is not just denying an existence that the theist affirms – the atheist is in addition committed to the view that the universe is not the way it is because of God. It is either the way it is because of something other than God, or there is no reason it is the way it is.

Эрик Рейтан считает, что вера в Бога отличается от веры в чайник, поскольку чайник материален и поэтому однозначно познаваем. Таким образом философ утверждает, что всё наше знание о мире не даёт нам веского основания полагать, что вера в чайник Рассела оправдана и, по крайней мере, некоторого основания, что его нет.
Философ Пол Чемберлен полагает, что логической ошибкой является утверждение о том, что положительная истина (positive truth) должна нести бремя доказывания, в то время как отрицательная истина (negative truth) нет. Также он считает, что всякая истина (all truth) несёт на себе бремя доказывания, и, следовательно, подобно матушке Гусыне с зубной феей, аналогия с чайником Рассела несёт на себе такое же большое бремя доказывания. И не по причине своей «отрицательности», а из-за незначительности. Чемберлен подытоживает: 

Когда мы представляем себе привычных, знаковых персон, будь то Платон, Нерон, Уинстон Черчилль или Джордж Вашингтон, вместо вымышленных, то становится ясно, что отрицающий существование этих людей несёт точно такое бремя доказывания, а в некоторых случаях даже в большей степени, чем заявляющий о существовании.Оригинальный текст (англ.)When we substitute normal, serious characters such as Plato, Nero, Winston Churchill, or George Washington in place of these fictional characters, it becomes clear that anyone denying the existence of these figures has a burden of proof equal to, or in some cases greater than, the person claiming they do exist.
Литературный критик, эссеист и писатель Джеймс Вуд считает, что вера в Бога разумнее, чем в чайник, потому что Бог является недостижимой идеей, которую нельзя разрушить, ссылаясь на абстрактные выдумки. Основным тезисом Вуд считает нереификацию Бога — он не может быть упрощён до одной недоступной вещи.

## Пародии
Концепция «чайника Рассела» была позднее экстраполирована в откровенно пародийные религиозные формы, такие как, например, Летающий макаронный монстр или Невидимый розовый единорог.

## В массовой культуре
- В научно-фантастической игре Stellaris можно найти аномалию под названием «Невозможная керамика». Она является отсылкой к Чайнику Рассела.